# Hormone de régression müllérienne
Pour les articles homonymes, voir HRM et AMH.
L'hormone de régression müllérienne (HRM, dite aussi hormone anti-müllerienne) (en anglais, Anti-müllerian hormone ou AMH) est une hormone endocrine glycoprotéique sécrétée par les cellules de Sertoli, se trouvant dans le testicule fœtal (pendant les premiers mois de la vie). Elle joue aussi un rôle chez la femme.

## Fonctions
L’hormone anti müllérienne est une hormone dont le gène se situe sur le chromosome 19 de l’ADN humain. Elle a été suggérée par le Pr Alfred Jost dans les années 1950 pour expliquer la régression des canaux de Müller, il n'a pas pu l'identifier,,. Nathalie Josso, née Mühlstein, élève de Jost et pédiatre endocrinologue qui a étudié les variations du développement génital avant la naissance, y compris l'intersexualité,, a été la première à identifier l'hormone anti-müllérienne (AMH). De 2000 à 2009 le professeur Jacques Gonzalès a travaillé  au sein de INSERM U493/ENS et U782 à l'étude du rôle de cette hormone dans la fonction ovarienne, et dans les variations anatomiques génito-sexuelles en particulier chez l'homme,.
Cette hormone a des fonctions différentes selon le sexe et selon l'âge de la vie :
- elle est responsable in utero de la régression des canaux de Müller, qui sont des structures embryonnaires à l'origine de la formation de l'utérus et des trompes de Fallope chez l'individu féminin, et laisse donc place aux canaux de Wolff qui sont des structures embryonnaires à l'origine de la formation des canaux déférents chez l'individu masculin. Cette hormone permet donc le développement harmonieux du fœtus mâle ;
- chez la femme, après la naissance elle est sécrétée par les cellules de la granulosa, elle est aussi responsable du contrôle du développement des follicules ovariens (contenant les ovocytes).

## Dosages et significations
- Chez l'homme un faible taux d'AMH dans le liquide séminal est souvent signe d'une oligozoospermie[8].
- Chez la femme, l’AMH est, comme le comptage des follicules antraux (CFA), un marqueur de la « réserve ovarienne » (Cf. capacité d’ovulation spontanée, qui peut notamment être « mesurée par dosages (FSH, AMH, E2) et par comptage folliculaire à J3) ». 
C'est aussi un marqueur de la réponse folliculaire ovarienne à un traitement d’induction d’ovulation dans le cadre d’une insémination artificielle avec sperme du conjoint (IAC) ou d’une fécondation in vitro (FIV)[9].  Si elle nous donne des informations relative à la réserve ovarienne en quantité, elle n'est cependant pas retenue comme prédictive de la qualité folliculaire à elle seule[10] et doit notamment être confrontée à l'âge de la femme.
- On retrouve également une élévation de l'AMH dans certains cas d'ovaires polykystiques (SOPK)[11].